# Flock
Flock是一個已停止開發的網頁瀏覽器，其特點為整合多種社群網路服務服務。Flock的早期版本使用Mozilla的Gecko排版引擎。2.6.2版本發佈於2011年1月27日，是基於Mozilla Firefox開發的最後一個版本。從第3版開始，Flock基於Chromium開發並使用WebKit排版引擎。
2011年1月，Flock公司被Zynga收購。2011年4月26日，瀏覽器宣布停止開發和停止支援。

## 特色
Flock 2.5整合了社交網絡和媒體服務，包括MySpace、Facebook、YouTube、Twitter、Flickr、Blogger、Gmail、Yahoo! Mail等。當登入到任一支援的社群服務時，Flock可以追蹤朋友的個人資料、上傳照片等等。

## 外部連結
- 官方網站，存于